# Laphria janus
Laphria janus là một loài ruồi trong họ Asilidae. Laphria janus được McAtee miêu tả năm 1919. Loài này phân bố ở vùng Tân Bắc giới.